# Ixodes tanuki
Ixodes tanuki este o specie de căpușe din genul Ixodes, familia Ixodidae, descrisă de Saito în anul 1964. Conform Catalogue of Life specia Ixodes tanuki nu are subspecii cunoscute.